# 全日本歌謡音楽祭
全日本歌謡音楽祭（ぜんにほんかようおんがくさい）は、1975年から1990年までテレビ朝日（旧：NETテレビ）およびテレビ朝日系列局の主催により開催された、日本の音楽祭、音楽番組である。後援は朝日新聞社。

## 概要
1975年10月、『あなたが選ぶ全日本歌謡音楽祭　輝け! ゴールデングランプリ』と題し、第1回授賞式がコンテスト形式で開催された。
各賞はANNフルネット局（開始年からANNの関西圏は朝日放送）の視聴者からの投票により授与された。
同音楽祭のテーマ曲には小川寛興が担当。
入賞者発表は東京會舘（1981年・1982年）、赤坂プリンスホテル（1980年・1984年・1985年）で、決戦大会の会場は日劇（1979年まで）、郵便貯金ホール（1980年のみ）、中野サンプラザ（1981年 - 1984年）、日本武道館（1985年以降）であった。
1985年からは審査員による審査方式へ変更になり、『全日本歌謡音楽祭』と改題され、会場も武道館へと変更した。
平成に入ると、音楽祭に対する考えの変化から、音楽賞に左右されない音楽活動を行うアーティストが増加、それに比例してノミネートを辞退するアーティストも増加していく。このため『日本歌謡大賞』や『日本テレビ音楽祭』、『FNS歌謡祭音楽大賞』、『メガロポリス歌謡祭』など、放送局主導による音楽祭の廃止が相次ぐ中、この『全日本歌謡音楽祭』も、1990年（第16回）で終了した。
その後は1991年11月6日に『水曜特バン! 特別企画!夢の音楽祭 今夜歌手267名生出演 史上最大の感謝祭』（司会はタモリ、生島ヒロシ、笑福亭鶴瓶、研ナオコ）というタイトルで賞レースの要素を撤廃した生放送の音楽特番が放送され、1992年より『ミュージックステーションスーパーライブ』に引き継がれた。

## 発表形式
1984年までの「ゴールデングランプリ」の発表形式は従来の司会者などの受賞者の読み上げではなく、コンピューターで発表。男性司会者が「コンピューター スイッチ・オン!」とコールして、テレビ朝日のコンピューター室に居る男性アナウンサーがボタンを押した後、グランプリ・ノミネートの名前が全て出た後、ゴールデングランプリの受賞者を発表された。

## 表彰規定
第4回以前は不明
金賞
ゴールデングランプリの権利を持つ。（第6回から）、第5回まではグランプリ候補。
銀賞
最優秀新人賞の権利を持つ。（第5回・第10回から）、第4回までは新人賞候補、第6回から第9回は新人奨励賞も同様に最優秀新人賞の権利を持つ。
ゴールデングランプリ
金賞受賞者の中から、視聴者1万人の投票で最も多かったアーティストに授与。末期にはテレビ朝日系列の音楽番組での活躍が顕著で、且つ優秀な歌手に対して授与された。受賞者にゴールデントロフィーと賞金500万円が贈られた。
優秀新人賞
銀賞受賞者から、数組に授与。年によっては受賞者がない場合もあった。
最優秀新人賞
銀賞受賞者から、本年度にデビューした歌手を対象とし、視聴者投票の最も多かったアーティスト1組に授与。末期にはテレビ朝日系列の音楽番組での活躍が顕著で、且つ将来性が期待できる歌手1組（1984年のみ2組、「エピソード」を参照）に対して授与された。受賞者に50万円が贈られる。

## 歴代受賞一覧
| 年（回）         | 入賞発表                     | 決勝                         | ゴールデングランプリ               | 最優秀新人賞                 |
| ---------------- | ---------------------------- | ---------------------------- | ---------------------------------- | ---------------------------- |
| 1975年（第1回）  | 10月1日                      | 12月10日                     | 布施明「シクラメンのかほり」       | 岩崎宏美 細川たかし          |
| 1976年（第2回）  | 10月13日                     |                              | 五木ひろし「どこへ帰る」           | 新沼謙治                     |
| 1977年（第3回）  | 12月21日                     | 12月28日                     | 沢田研二「勝手にしやがれ」         | 狩人                         |
| 1978年（第4回）  | 12月12日                     | 12月26日                     | 沢田研二「LOVE (抱きしめたい)」    | 渡辺真知子                   |
| 1979年（第5回）  | 10月23日                     | 11月13日                     | 西城秀樹「勇気があれば」           | 倉田まり子                   |
| 1980年（第6回）  | 10月21日                     | 11月11日                     | 五木ひろし「ふたりの夜明け」       | 田原俊彦                     |
| 1981年（第7回）  | 10月13日                     | 10月28日                     | 寺尾聰「ルビーの指環」             | 近藤真彦                     |
| 1982年（第8回）  | 10月12日                     | 10月26日                     | 五木ひろし「契り」                 | シブがき隊                   |
| 1983年（第9回）  | 10月11日                     | 10月25日                     | 松田聖子「ガラスの林檎」           | THE GOOD-BYE                 |
| 1984年（第10回） | 10月16日                     | 10月30日                     | 中森明菜「十戒 (1984)」            | 吉川晃司 岡田有希子          |
| 1985年（第11回） | 10月29日                     | 11月12日                     | 近藤真彦「大将」                   | 芳本美代子                   |
| 1986年（第12回） | 10月21日                     | 10月28日                     | 中森明菜「Fin」                    | 少年隊                       |
| 1987年（第13回） | 10月9日                      | 10月16日                     | 近藤真彦「泣いてみりゃいいじゃん」 | 酒井法子                     |
| 1988年（第14回） | 昭和天皇の病状悪化により中止 | 昭和天皇の病状悪化により中止 | 昭和天皇の病状悪化により中止       | 昭和天皇の病状悪化により中止 |
| 1989年（第15回） |                              | 10月13日                     | 光GENJI「太陽がいっぱい」          | 田村英里子 マルシア          |
| 1990年（第16回） |                              | 10月12日                     | 堀内孝雄「恋唄綴り」               | 晴山さおり 忍者              |

## 歴代司会者一覧
| 開催年 | 男性                | 女性         |
| ------ | ------------------- | ------------ |
| 1975年 | 田宮二郎            | うつみ宮土理 |
| 1976年 | 田宮二郎            | 森ミドリ     |
| 1977年 | 田宮二郎            | 夏目雅子     |
| 1978年 | 川崎敬三            | 若原瞳       |
| 1979年 | 関口宏              | 水沢アキ     |
| 1980年 | 関口宏              | 中井貴恵     |
| 1981年 | 関口宏              | 多岐川裕美   |
| 1982年 | 関口宏              | 多岐川裕美   |
| 1983年 | 関口宏              | 多岐川裕美   |
| 1984年 | 関口宏              | 多岐川裕美   |
| 1985年 | 関口宏              | 多岐川裕美   |
| 1986年 | 関口宏              | 多岐川裕美   |
| 1987年 | 渡辺徹              | 榊原郁恵     |
| 1988年 | 中止                | 中止         |
| 1989年 | 生島ヒロシ 神田正輝 | 東ちづる     |
| 1990年 | 生島ヒロシ 神田正輝 | 東ちづる     |

## エピソード
- 1975年（第1回）の予選は東日本放送の開局日でもあり、開局記念番組としてテレビ朝日（当時：NETテレビ）スタジオと宮城県スポーツセンターとの2元生中継を行った。
- 1977年（第3回）ではピンク・レディーのケイが病欠し、受賞曲である「ウォンテッド」のケイのパートを司会の田宮・夏目など出演歌手にリレーパートして披露した。
- 1984年（第10回）では優秀新人賞がなかったことが影響したことで、例年1組に贈られる最優秀新人賞がこの回のみ2組に贈られた。

- 概ねの放送回が火曜日に行われたが、1975年の入賞者発表と決勝、1981年の決勝は水曜日の『水曜スペシャル』枠（1975年の入賞者・決勝は84分枠）に、1987年以降は金曜日（『ミュージックステーション』枠。1987年の入賞者は19:30 - 20:54・決勝は19:00 - 20:54、1989年以降は19:00 - 21:48）で放送された。
  - 1983年は入賞者発表と決勝はともに火曜日に放送されたが、入賞者発表は20:00 - 21:48、決勝は19:30 - 21:48に放送された。これは『ザ・ベストヒット'83』終了と『そーっと歌ってみよう』開始までのつなぎとして放送された。

## スタッフ
- 構成：長須良一、小西たくま、内堀尚士
- テーマ音楽：小川寛興
- 音楽：若田部和幸、甲斐正人
- 編曲：伊藤辰雄、氏平光昭
- 演奏：原信夫とシャープス&フラッツ、豊岡豊とスイングフェイス、フラワーストリンクス
- コーラス：APPLE、スカッシュ、ミンクス
- 振付：西条満、石村治樹、ボビィ、飯田暁子
- 踊り：スクールメイツ、フラワーエイト、ジャニーズJr.

美術・技術
- 美術：岡田道哉、板垣昭次
- 技術：服部弘一、板倉仡、荒川純一、安保洋一、中村伴部
- カメラ：辻井明、後藤賢
- 照明：辻井一義、高見光平
- カラー調整：岡田研介、藤本一夫
- 音声：高橋正勝
- 大道具：(株)ムラヤマ
- 電飾：古磨電設
- タイトル：盛合正典
- コンピューター担当：青沼暎男

制作
- T・K：宮本美智子
- ディレクター：村居義弘、成田信夫
- アシスタントプロデューサー：中村元一、斉藤由雄
- 演出：安藤仁、鈴木宏男、斉藤由雄、中村元一、山本清
- 総合演出：成田信夫
- プロデューサー：土屋順二、湧口義輝、北村英一
- プロデューサー→チーフプロデューサー：皇達也